# Muammer Özer
Muammer Özer, född 1 januari 1945 i Demirköy i Turkiet, är en svensk filmregissör, filmfotograf, producent och manusförfattare. Han har varit verksam i Sverige sedan 1977.

## Filmografi i urval
- 1975 – David och Goliat (regi)
- 1980 – Jordmannen (regi, manus och foto)
- 1981 – Ali (kortfilm; regi, manus, produktion och foto)
- 1981 – Utlänningen (regi och manus)
- 1984 – Splittring (regi, manus, produktion och foto)
- 1987 – En handfull paradis (regi, produktion och manus)
- 1992 – Längtan (regi, manus, produktion och foto)
- 2000 – Hollywood-rymlingar (regi och manus)